# .tech
.tech — общий домен верхнего уровня (gTLD) системы доменных имён (DNS), используемых в Интернете. Название является сокращением от слова «технологии» (англ. technology).

## История
В 2012 году ICANN объявила о намерении расширить диапазон доменных расширений для дальнейшей организации интернета, т.к .tech запрашивается несколькими сторонами. Шесть компаний, в том числе Google, Uniregistry, Donuts (Lone Moon LLC), STRAAT Investments и Top Level Domain Holdings Ltd. подали заявку на этот домен верхнего уровня на одном из первых открытых аукционов ICANN по заявкам на новые gTLD.
Домен .tech был запущен в марте 2015 года. В настоящее время он принадлежит и управляется компанией Radix, основанной Бхавином Турахией.
В 2017 году доменное имя .tech выиграло конкурс ранжирования SEO. По состоянию на август 2019 стартапы, использующие домен .tech, собрали более 2 миллиардов долларов венчурного капитала. GTLD, сотрудничает с GitHub, предлагая один год бесплатной регистрации в рамках своего набора для разработчиков.

## Использование
.tech используется множеством веб-сайтов в технологическом секторе, такие компании, как Cisco и Intel, запускают сайты, использующие этот домен. Другие известные виды использования домена включают Consumer Electronics Show и Viacom, а также такие стартапы, как Aurora Innovation, Flit и Innoviz.